# Nieuwmunster
Nieuwmunster is een dorp in de Belgische provincie West-Vlaanderen en een deelgemeente van Zuienkerke. Het was een zelfstandige gemeente tot aan de gemeentelijke herindeling van 1977. Nieuwmunster is een klein polderdorp, op ruim drie kilometer van de Belgische Kust. 
Voor de gemeentefusie van 1977 had Nieuwmunster een stuk strand van 400m. Om de fusie tussen Wenduine, Vlissegem en Klemskerke tot De Haan mogelijk te maken, is dit stuk afgestaan. Nieuwmunster fuseerde tot Zuienkerke. De eerdere grondruil leidde ertoe dat Zuienkerke geen kustgemeente werd en zijn landelijk karakter bleef behouden. 
De wijk aan de voormalige 'Lekkerbek' ligt op slechts 300m van zee. 

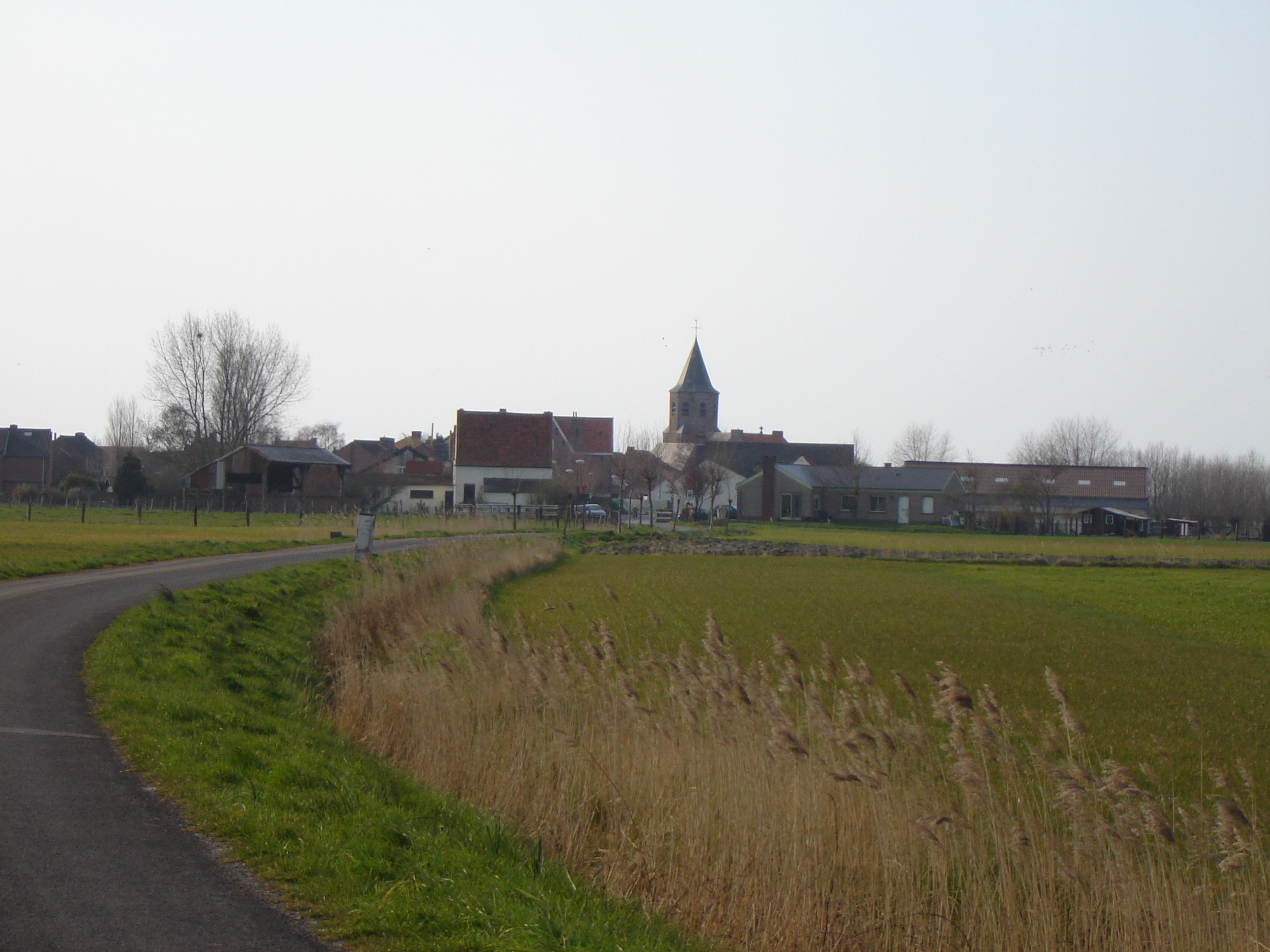
Uitzicht op Nieuwmunster

## Geschiedenis
In de vroege middeleeuwen waren hier schorren, waarop schapen werden gehouden. De herders en hun vee konden zich op terpen terugtrekken. Nieuwmunster komt voor het eerst schriftelijk voor als Novum Templum en in 1214 als Niemonstra, wat Nieuw klooster betekent. Men neemt aan dat het om een vestiging van de Tempeliers van Slijpe zou kunnen gaan, maar harde bewijzen daarvoor ontbreken.
Er werd in de 13e eeuw een vroeggotische Sint-Bartholomeüskerk gebouwd, terwijl stenen in de voet van de toren duiden op het bestaan van een nog oudere stenen kerk. De kerk werd omstreeks 1572 als protestantse kerk gebruikt en werd tijdens de godsdienstoorlogen in die tijd vernield. In 1627 werd de kerk hersteld.
Tijdens de Eerste Wereldoorlog legde de bezetter een militair vliegveld aan tussen Nieuwmunster en Houtave. Deze werd gebruikt als secundair vliegveld voor Gotha G.IV bommenwerpers van het Englandgeschwader op weg naar Engeland. Einde 20e eeuw werd een woonwijk gebouwd met de naam Hoeksam, wat de naam van een hypothetische voorloper van Nieuwmunster zou zijn.
Nieuwmunster is een klein landbouwdorp gebleven behalve in het noorden, zoals in de wijk de Witte Wijk, waar de invloed van het kusttoerisme merkbaar is. In het uiterste noorden ligt Centerparcs De Haan grotendeels binnen Zuienkerke.

## Demografische ontwikkeling
- Bronnen:NIS, Opm:1831 tot en met 1970=volkstellingen; 1976 = inwoneraantal op 31 december

## Bezienswaardigheden
- De Sint-Bartholomeuskerk
- Kerkhof van Nieuwmunster
- De dorpskom is een beschermd dorpsgezicht.
- Diverse oude boerderijen.

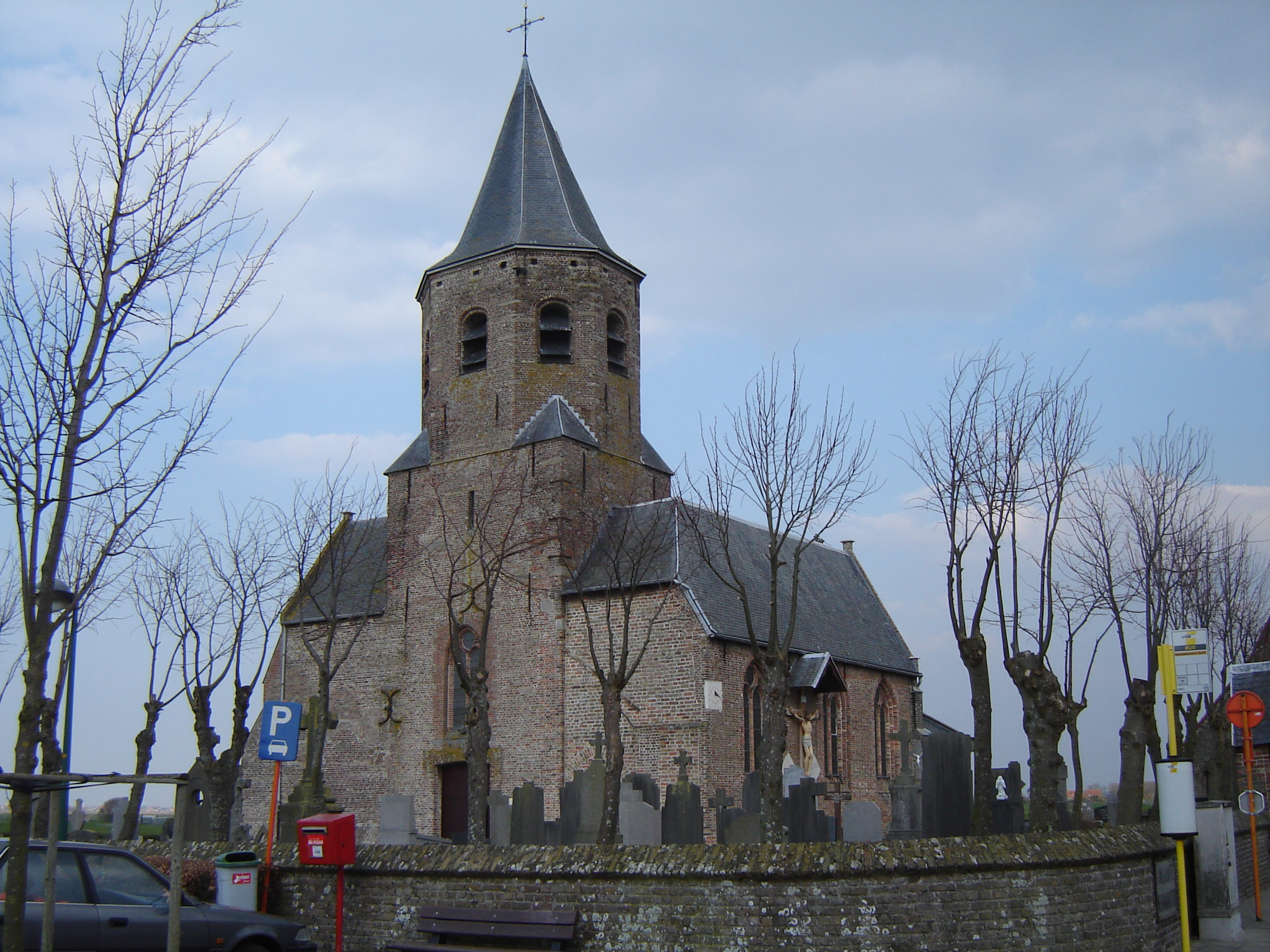
Sint Bartholomeuskerk
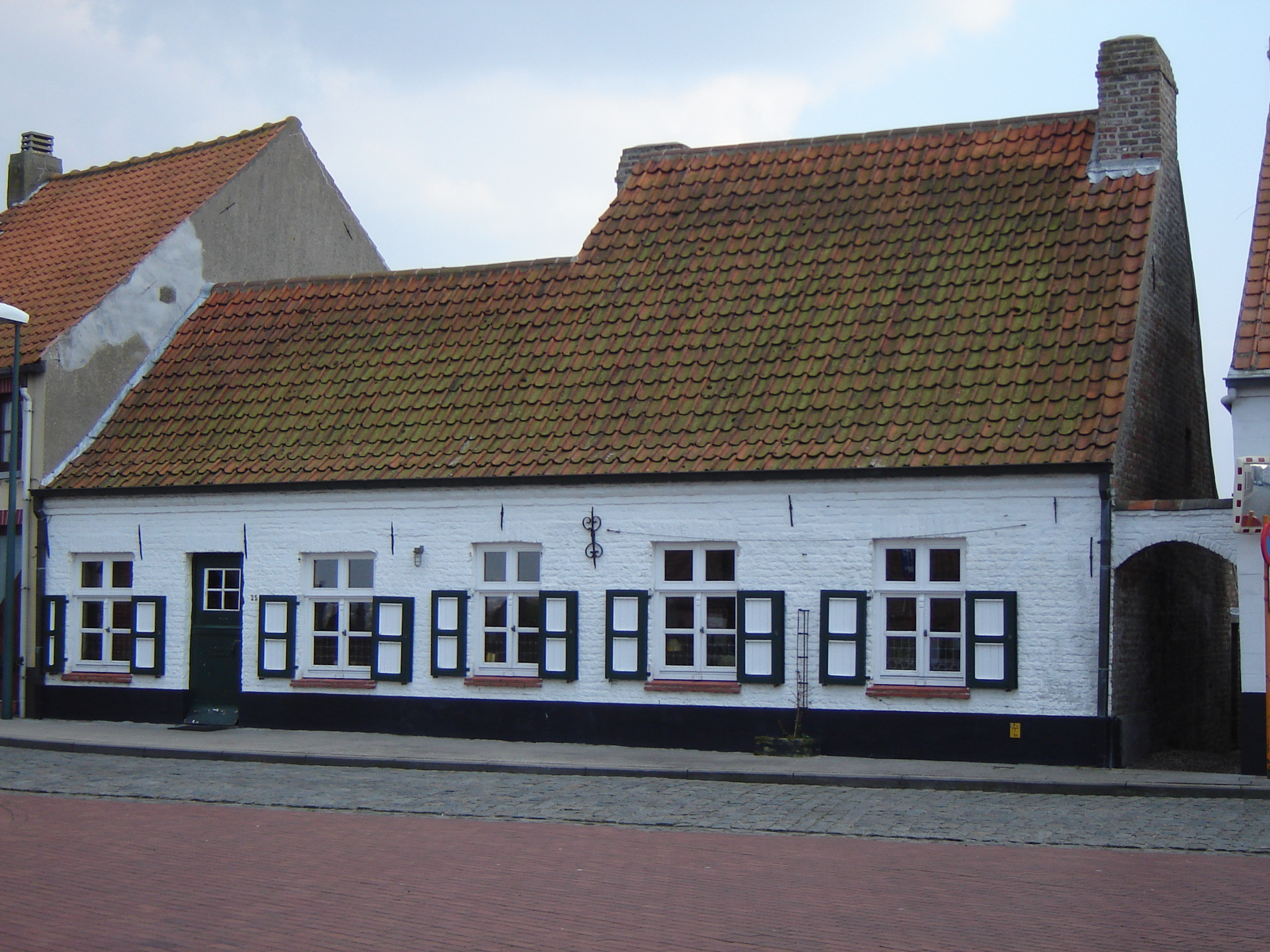
Huis tegenover de dorpskerk
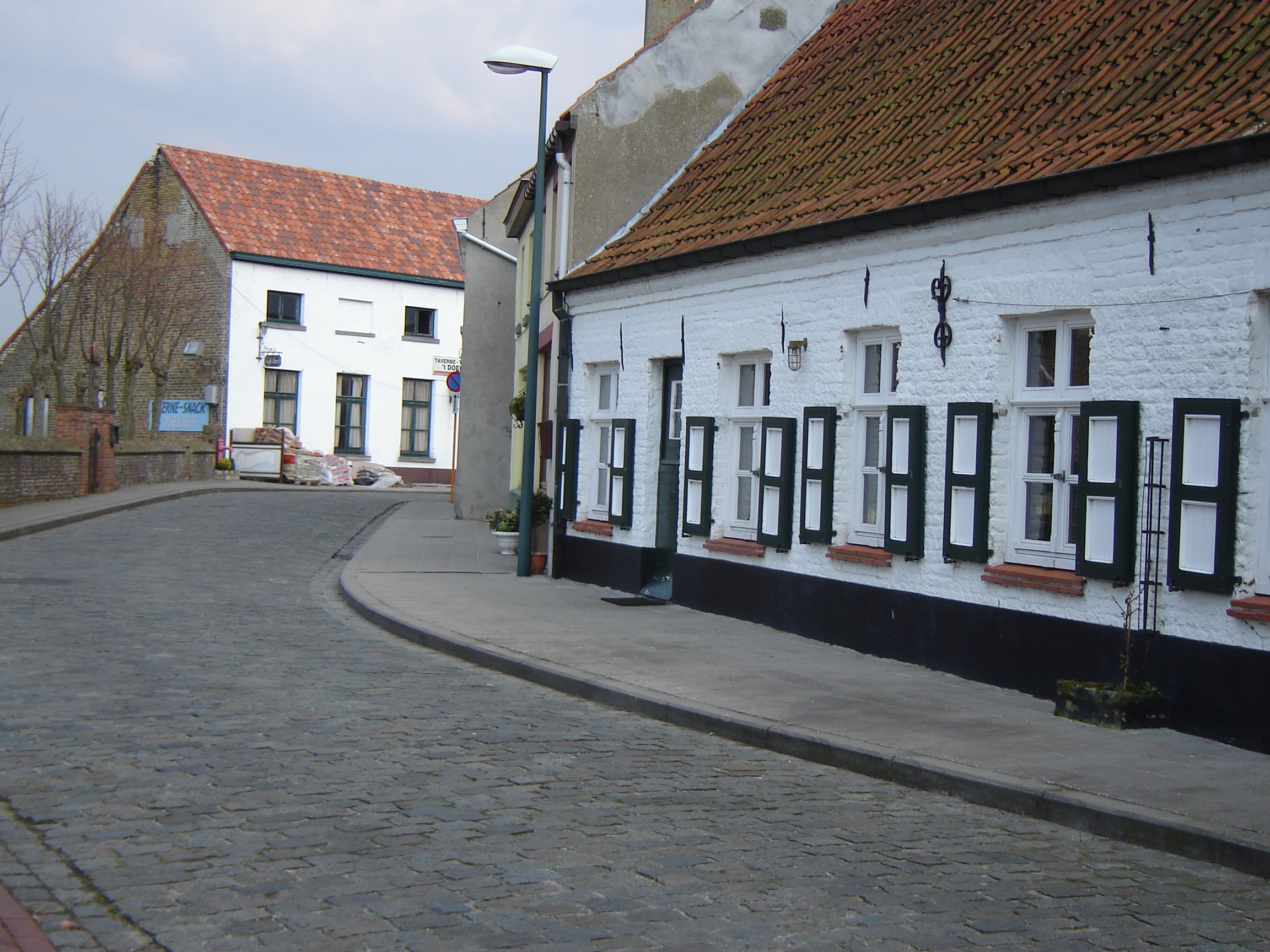
Doelhofstraat, bij de kerk

## Natuur en landschap
Nieuwmunster ligt in het West-Vlaams poldergebied op een hoogte van ongeveer 2 meter. In het noorden vindt men de Kleiputten van Wenduine. en in het oosten de Blankenbergse Vaart.

## Nabijgelegen kernen
Wenduine, Houtave, Zuienkerke
1. ↑  Nieuwmunster bij Zuienkerke eist met ludieke actie zijn strand terug van voor gemeentefusie: "Dat stukje strand zit in ons DNA", VRT NWS, 1 augustus 2025